# Pusulissus phiaoacensis
Pusulissus phiaoacensis is een halfvleugelig insect uit de familie Issidae. De wetenschappelijke naam van deze soort werd voor het eerst geldig gepubliceerd in 2020 door Bourgoin en Wang.